# 1929 코파 델 레이 결승전
1929 코파 델 레이 결승전(스페인어: La Final de la Copa del Rey de 1929)은 스페인의 축구 컵대회인 코파 델 레이의 27번째 결승전이다. 에스파뇰은 레알 마드리드를 2–1로 이기면서 대회 사상 첫 우승을 거두었다.

## 상세 경기 정보
| 에스파뇰                  | 2–1 | 레알 마드리드 |
| ------------------------- | --- | ------------- |
| 테나 2호 55′ · 보스치 70′ |     | 라스카노 75′  |

| 에스파뇰 | 레알 마드리드 |

| 에스파뇰: |    |                   |
|           |    |                   |
| GK        | 1  | 리카르도 사모라   |
| DF        | 2  | 리카르도 사프리사 |
| DF        | 3  | 라파엘 곤살레스   |
| MF        | 4  | 라몬 트라발       |
| MF        | 5  | 페드로 솔레       |
| MF        | 6  | 훌리오 카이세르   |
| FW        | 7  | 마르틴 반톨라     |
| FW        | 8  | 도밍고 브로토     |
| FW        | 9  | 프란시스코 테나   |
| FW        | 10 | 호세 파드론       |
| FW        | 11 | 크리산트 보스치   |
| 감독:     |    |                   |
| 잭 그린웰 |    |                   |

| 레알 마드리드: |    |                         |
|                |    |                         |
| GK             | 1  | 호세 마리아 카보 푸이그 |
| DF             | 2  | 펠릭스 케사다           |
| DF             | 3  | 후안 우르키수           |
| MF             | 4  | 마누엘 프라츠           |
| MF             | 5  | 데시데리오 에스파르사   |
| MF             | 6  | 호세 마리아 페냐        |
| FW             | 7  | 하이메 라스카노         |
| FW             | 8  | 라몬 트리아나           |
| FW             | 9  | 가스파르 루비오         |
| FW             | 10 | 라파엘 모레라 로페스    |
| FW             | 11 | 프란시스코 로페스       |
| 감독:          |    |                         |
| 호세 키란테    |    |                         |

| 코파 델 레이 1929 우승 |
| ---------------------- |
| 에스파뇰 1번째 우승    |